# Лабутин-Крылов, Аркадий Васильевич
Аркадий Васильевич Лабутин-Крылов (1907 — 1957) — специалист в области строительной техники, лауреат Сталинской премии третьей степени (1951).

## Биография
Родился 11 (24 февраля) 1907 года.
Окончил среднюю школу № 1 в Кашине Тверской губернии.
Работал в Государственном Всесоюзном проектно-монтажном тресте по электрификации промышленности «Электропром», в тресте «Мосводоканалпроект» (с 1951 года Проектная контора «Мосводоканалпроект»), старший инженер группы Сталинской водопроводной станции Москвы.
Автор изобретений по улучшению и модернизации схем автоматического управления насосными агрегатами.
Скончался в 1957 году.

## Признание
- Сталинская премия третьей степени (1951) — за автоматизацию основных технологических процессов Сталинской водопроводной станции
- медали